# Тірідат III
Тірідат III — цар Парфії в 35-36 роках. 
Тірідат був онуком царя Фраата IV і майже все життя прожив заручником в Римі.

## Римська авантюра по захопленню влади в Парфії
У 35 імператор Тиберій направив його на Схід як претендента на парфянський престол. 
Намісник Сирії Луцій Вітеллій (батько майбутнього імператора Вітеллія), якому була доручена ця операція, зв'язався з незадоволеною парфянською знаттю та інспірував заколот. Вельможі Сіннак та Абдагез скинули царя Артабана III, після чого Тірідат у супроводі Вітеллія, легіонів та союзних військ рушив до Євфрату. Через річку навели наплавний міст, і претендент вступив в Межиріччя. Воєначальник Орноспад, у минулому римський громадянин та соратник Тіберія з придушення іллірійського повстання, привів Тірідату кілька тисяч вершників. Потім до нього приєдналися Сіннак та Абдагез з військами та царською скарбницею. Орноспад був призначений сатрапом Месопотамії. 
Потім Вітеллій повернувся в Сирію, а Тірідат взяв під контроль грецькі міста Месопотамії та кілька парфянських, після чого був коронований в Ктесифоні. У Селевкії прихильники Тірідата очолили міську раду, а саме місто отримало автономію. Потребуючи грошей, Тірідат, замість того, щоб рушити на схід і підпорядкувати тамтешніх сатрапів, обложив фортецю, де Артабан вкрив свій гарем та скарби. Це дозволило частині знаті, невдоволеної римським ставлеником, і тим, що влада опинилася в руках угрупування Абдагеза, організувати опір. Посланці двох наймогутніших сатрапів, Фраата та Гієрона, розшукали Артабана в Гірканії, де «покритий брудом, обірваний, він здобував собі прожиток луком та стрілами». Зібравши військо з дахів та саків, Артабан підступив до Селевкії. Тірідат розгубився; одні радили негайно виступити проти ворогів, поки «недавні зрадники та вороги Артабана, які тепер знову підтримують його, ще недостатньо зміцнилися в бажанні коритися йому», але Абдагез переконав царя відступити в Месопотамію і там дочекатися підходу римських та вірменських військ. 
Відступ швидко перетворився на втечу, оскільки війська визнали його проявом слабкості. Першими царя покинули араби, потім розбіглися всі інші, і Тірідат повернувся в Сирію лише з небагатьма супутниками. Артабан повернув собі владу, а в наступному році уклав мир з римлянами.